# Municipio Copainalá
Koordinaten: 17° 5′ N, 93° 12′ W
Copainalá ist ein Municipio im Nordwesten des mexikanischen Bundesstaats Chiapas. Das Municipio hat etwa 21.000 Einwohner und eine Fläche von 347,6 km². Verwaltungssitz und größter Ort des Municipios ist das gleichnamige Copainalá (6.550 Einwohner).
Der Name Copainalá, ursprünglich Koa-Painal-Lan, kommt aus dem Nahuatl und bedeutet „Platz der laufenden Schlangen“.

## Geographie
Das Municipio Copainalá liegt im Nordwesten des mexikanischen Bundesstaats Chiapas auf Höhen zwischen 100 m und 1800 m. Es zählt zur Gänze zur physiographischen Provinz der Sierra Madre de Chiapas und liegt gänzlich in der hydrologischen Region Grijalva-Usumacinta. Die Geologie des Municipios wird zu 68 % von Kalkstein bestimmt bei 26 % Sandstein-Lutit; vorherrschende Bodentypen sind der Luvisol (43 %), Phaeozem (39 %) und Leptosol (17 %). Etwa 62 % der Gemeindefläche sind bewaldet, 20 % sind Weideland, 16 % dienen dem Ackerbau.
Das Municipio Copainalá grenzt an die Municipios Francisco León, Ocotepec, Coapilla, Chicoásen, San Fernando, Berriozábal und Tecpatán.

## Bevölkerung
Beim Zensus 2010 wurden im Municipio 21.050 Menschen in 5.224 Wohneinheiten gezählt. Davon wurden 1.681 Personen als Sprecher einer indigenen Sprache registriert, darunter 854 Sprecher des Zoque und 708 Sprecher des Tzotzil. Knapp 15 Prozent der Bevölkerung waren Analphabeten. 7.025 Einwohner wurden als Erwerbspersonen registriert, wovon ca. 81 % Männer bzw. 2,1 % arbeitslos waren. Über 22 % der Bevölkerung lebten in extremer Armut.

## Orte
Das Municipio Copainalá umfasst 110 bewohnte localidades, von denen nur der Hauptort vom INEGI als urban klassifiziert ist. Drei Orte wiesen beim Zensus 2010 eine Einwohnerzahl von über 1000 auf, 75 Orte hatten weniger als 100 Einwohner. Die größten Orte sind:
| Ort                            | Einwohner |
| Copainalá                      | 6550      |
| Ángel Albino Corzo (Guadalupe) | 1469      |
| Benito Juárez                  | 1153      |
| Miguel Hidalgo (Zacalapa)      | 0959      |